# Rissoa splendida
Rissoa splendida is een slakkensoort uit de familie van de Rissoidae. De wetenschappelijke naam van de soort is voor het eerst geldig gepubliceerd in 1830 door Eichwald.